# Château de Serrigny
Le château de Serrigny est un château  du XVIIIe siècle situé à Ladoix-Serrigny, en Bourgogne-Franche-Comté.

## Localisation
Le château est situé en rive est de la RD 974, à la limite occidentale du village entre celui-ci et Aloxe-Corton.

## Historique
En 1348, Jean de Frôlois, seigneur de Molinot, tient en fief lige du duc la maison forte de Serrigney. Cette possession est confirmée en 1371 à Marguerite de Frolois, dame de Châtillon-en-Basois et de Molinot. Dès 1422, les maisons fortes de Pommard, Nantoux, Monthélie, Bouze, Travoisy, Serrigny et Savigny sont considérées comme n'étant plus en état de se défendre. En mai 1470, à « Serrigny, il ly a chastel qui guère ne vault ». A la fin du XVe siècle c’est un fief de la comtesse de Charny qui revient à Charles de Fussey en 1548, à Philibert de Bernard en 1608. Il ne consiste plus qu’en un « vieux châtel fossoyé qui a été ruiné dès longtemps par les guerres auquel il ne parait plus qu'une tour carrée »[réf. souhaitée]. 
Celui-ci est entièrement reconstruit en 1700 par Pierre Brunet de Chailly. L'abbé Courtépée mentionne en 1774 : château dont l'enclos est fort vaste, avec un canal de 1500 pas de long sur 64 de large[réf. souhaitée].

## Architecture
Le château actuel de Serrigny est situé au centre d'un vaste parc limité au sud par un canal et le ruisseau au nord. Il est construit sur une plate-forme rectangulaire de 85 mètres de long du nord au sud et large de 45 d'est en ouest. Les douves, larges de 10 à 12 mètres, sont garnies à leurs angles externes de deux tourelles néogothiques qui n’apparaissent pas encore au cadastre de 1826. Au nord du ruisseau et de la route la « maison basse » qui était en1366 propriété de Jeanne de Montagu, sœur de Marguerite de Frôlois, fait face au château. C’est aujourd'hui une ferme bâtie autour d'une cour carrée[réf. souhaitée].  
Les façades et les toitures des pavillons d'entrée, les deux salons et l'escalier du château, les douves, les ponts dormants, la grille XVIIIe siècle, le parc et le canal sont inscrits aux monuments historiques par arrêté du 8 juillet 1992.